# A-huset
A-huset er en bygning på Islands Brygge 79/Drechselsgade i Havnestaden på Islands Brygge. 
Bygningen blev opført 1960 ved arkitekt Thorvald Dreyer som et "industrihotel", hvor mindre virksomheder kunne leje sig ind. Det blev dog aldrig en succes, og den blev lejet ud til bl.a. DR eller stod tom. A-huset fungerede indtil 2004 som kontorlokaler, hvorefter den blev brugt af kunstnere og kreative kræfter. Fra 2007 til 2010 gennemgik huset nyindretning til 195 lejligheder (hotel Stay) og butikker ved Holgaard Arkitekter.
A-huset blev i 2010 præmieret af Københavns Kommune for bedste ombygning. Samme år blev huset nomineret til en pris som verdens bedste ombygning på World Architecture Festival (WAF). 
Grunden til navnet er, at bygningen set ovenfra ligner et A . Bygningen til højre for A-huset hedder C-huset.